# 9866 Kanaimitsuo
9866 Kanaimitsuo este un asteroid din centura principală de asteroizi.

## Descriere
9866 Kanaimitsuo este un asteroid din centura principală de asteroizi. A fost descoperit pe 15 octombrie 1991 la Kiyosato de Satoru Ōtomo. Asteroidul prezintă o orbită caracterizată de o semiaxă mare de 2,17 ua, o excentricitate de 0,17 și o înclinație de 3,0° în raport cu ecliptica.